# NGC 2655
NGC 2655 (другие обозначения — UGC 4637, IRAS08491+7824, MCG 13-7-10, ZWG 350.7, ZWG 349.33, ARP 225, PGC 25069) — галактика в созвездии Жираф.
Этот объект входит в число перечисленных в оригинальной редакции «Нового общего каталога».
В галактике вспыхнула сверхновая SN 2011B типа Ia, её пиковая видимая звездная величина составила 15,8.
Галактика NGC 2655 входит в состав группы галактик NGC 2655. Помимо NGC 2655 в группу также входят NGC 2591, NGC 2715, NGC 2748, UGC 4466, UGC 4701 и UGC 4714.
Является эллиптической галактикой с признаками недавнего крупного слияния с другой галактикой. В ней всё ещё могут продолжаться звёздообразование и формирование новых звёздных скоплений. NGC 2655 может быть примером того, как будет выглядеть Млечный Путь после столкновения и слияния с Туманностью Андромеды.